# カンタン・グロセ
カンタン・グロセ（Quentin Grosset、1997年10月12日 - ）は、フランスの子役俳優である。

## 人物・来歴
1997年（平成9年）10月12日、フランスに生まれる。
7歳になる2004年（平成16年）、フランス国立映像音響芸術学院（la Fémis）が製作した12分の短篇映画『ピルー』に出演し、映画界にデビューした。
その後、長篇劇映画やテレビ映画にコンスタントに子役出演をつづけ、2007年（平成19年）、ハーモニー・コリン監督のイギリス・フランス・アイルランド・アメリカ合作映画『MISTER LONELY ミスター・ロンリー』に出演し、同年、フランス・ドイツ・ベルギー合作の連続テレビ映画『ロンギヌスの槍を追え!』にも出演した。
2010年（平成22年）公開のジャン＝リュック・ゴダールの映画『ゴダール・ソシアリスム』に出演している。

## フィルモグラフィ
- 『ピルー』 Pilou : 監督クローディーヌ・ナトカン、短篇映画、2004年
- Fabien Cosma テレビ映画シリーズ、フランス3、2004年
  - Bobo Léo : 監督クリスティアーヌ・ルエリセー、2004年 - トム役
- en:La Boîte noireLa boîte noire : 監督リシャール・ベリ、2005年 - 生徒役
- Le doux pays de mon enfance : 監督ジャック・ルナール、テレビ映画、2006年 - ジャン役
- La volière aux enfants : 監督オリヴィエ・ギニャール、テレビ映画、2006年 - アドリアン役
- 『メイキング・オヴ「自由地帯」』 Zone libre: Making-of : 監督オリヴィエ・セラーノ、ビデオ映画、2006年 - 本人
- 『自由地帯』 Zone libre : 監督クリストフ・マラヴォワ、2007年 - 小さな息子役
- 『ミシュー・ドーベール』 Michou d'Auber : 監督トマ・ジルー、2007年 - 孤児役
- 『彼とのダンス』 Danse avec lui : 監督ヴァレリー・ギニャボデ、2007年 - 児童役
- 『モーパッサンの家』 Chez Maupassant テレビ映画シリーズ、フランス2、2007年
  - 『アマブル爺さん』 Le père Amable : 監督オリヴィエ・シャスキ、2007年 - 小さなピエール役
- 『ヘルフォン』 Hellphone : 監督ジャーム・ユット、2007年 - フェリクス役
- 『MISTER LONELY ミスター・ロンリー』 Mister Lonely : 監督ハーモニー・コリン、2007年 - 小さな男の子役
- 『ロンギヌスの槍を追え!』 La lance de la destinée テレビ映画シリーズ、2007年 - エリック/ジョシュア役
  - Episode #1.3 : 監督デニス・ベリ、2007年
  - Episode #1.4 : 監督デニス・ベリ、2007年
  - Episode #1.6 : 監督デニス・ベリ、2007年
- Le juge est une femme : テレビ映画シリーズ、TF1、2008年
  - À coeur et à sang : 監督ルネ・マンソール、2008年 - ジェレミー・セリエ役
- 『ゴダール・ソシアリスム』 Socialisme : 監督ジャン＝リュック・ゴダール、2010年

## 註
1. ↑  Internet Movie Databaseの「Quentin Grosset」の項、およびワイルド・バンチによる公式サイト「Socialisme」の記述を参照。2009年7月29日閲覧。